# Єфремова Домна Федосіївна
Домна Федосіївна Єфремова (3 лютого 1936 , Решетилівка, Решетилівський район, Харківська область, Українська СРР, СРСР ) — українська килимарниця, заслужена майстриня народної творчості УРСР (1982), лауреатка Державної Премії УРСР імені Тараса Шевченка (1986).

## Біографія
Народилась 3 лютого 1936 року в с. Решетилівка, тепер смт. Решетилівка, Решетилівський район, Полтавська область, Україна.
За сімейними обставинами не змогла закінчити середню школу. Завершувала освіту у вечірній школі робітничої молоді (1970), вже працюючи на Решетилівській фабриці художніх виробів. 
У подальшому все її життя і творчість були пов'язані із цим підприємством.
1982 року удостоєна почесного звання «Заслужений майстер народної творчості УРСР».
1986 року, разом з художниками Леонідом Товстухою, Надією Бабенко та килимарницею Ганною Бондарець «за високохудожнє використання народних традицій у творах декоративно-прикладного мистецтва» удостоєна Державної Премії УРСР імені Тараса Шевченка.